# 板所村
板所村（いたしょむら）は、かつて岐阜県本巣郡に存在した村である。現在の本巣市根尾板所、根尾平野、根尾樽見に該当する。
旧・根尾村の南部、根尾川、根尾東谷川沿いの村であった。

## 歴史
- 1889年（明治22年）7月1日 - 旧板所村、平野村、樽見村が合併し発足。
- 1897年（明治30年）4月1日 - 板屋村・上大須村・下大須村・奥谷村・小鹿村・口谷村・松田村と合併し東根尾村が発足。同日板所村廃止。

## 神社・仏閣
- 貴船神社
- 白鳥神社

## 名所
- 淡墨桜